# Louise Dobson
Louise Karen Dobson (Shepparton, 1 september 1972) is een Australisch hockeyster. 
Dobson werd in 1996 in het Amerikaanse Atlanta olympisch kampioen.

## Erelijst
- 1993 -  Champions Trophy Amstelveen
- 1994 –  Wereldkampioenschap in Dublin
- 1995 –  Champions Trophy in Mar del Plata
- 1996 –  Olympische Spelen in Atlanta
- 1997 –  Champions Trophy in Berlijn
- 1999 –  Champions Trophy in Brisbane
- 2000 –  Champions Trophy in Amstelveen
- 2001 –  Champions Trophy in Amstelveen
- 2002 – 4e Champions Trophy in Maccau
- 2002 –   Wereldkampioenschap in Perth
- 2003 –  Champions Trophy in Sydney
- 2004 – 5e Olympische Spelen in Athene